# Dr. Byrds & Mr. Hyde
Dr. Byrds & Mr. Hyde är den amerikanska rockgruppen The Byrds sjunde studioalbum, utgivet i februari 1969.
Efter att Chris Hillman, Gram Parsons och Kevin Kelley hoppat av var Roger McGuinn den enda kvarvarande bandmedlemmen från föregående album. Han satte ihop en ny uppsättning bestående av gitarristen Clarence White, trummisen Gene Parsons (ej släkt med Gram Parsons) och basisten John York. Albumet var det första med McGuinn som odiskutabel ledare, och som enda kvarvarande originalmedlem.
Albumet blev som bäst 153:a på albumlistan i USA. Detta var den sämsta placeringen under bandets karriär, en lägre än Farther Along från 1971. I Storbritannien gick det bättre och nådde där 15:e plats.

## Låtlista
Sida 1
1. "This Wheel's on Fire" (Bob Dylan/Rick Danko) – 4:44
2. "Old Blue" (Roger McGuinn) – 3:21
3. "Your Gentle Way of Loving Me" (Gib Guilbeau/Gary Paxton) – 2:35
4. "Child of the Universe" (Dave Grusin/Roger McGuinn) – 3:15
5. "Nashville West" (Gene Parsons/Clarence White) – 2:29

Sida 2
1. "Drug Store Truck Drivin' Man" (Roger McGuinn/Gram Parsons) – 3:53
2. "King Apathy III" (Roger McGuinn) – 3:00
3. "Candy" (Roger McGuinn/John York) - 3:38
4. "Bad Night at the Whiskey" (Roger McGuinn/J. Richards) – 3:23
5. "Medley: My Back Pages/B.J. Blues/Baby What You Want Me to Do" (Bob Dylan/Roger McGuinn/John York/Gene Parsons/Jimmy Reed) – 4:08

Bonusspår på 1997 års CD-utgåva
1. "Stanley's Song" (Roger McGuinn/Hippard) – 3:12
2. "Lay Lady Lay" (alternativ version) (Bob Dylan) – 3:18
3. "This Wheel's on Fire" (Bob Dylan/Rick Danko) – 3:53
4. "Medley: My Back Pages/B.J. Blues/Baby What You Want Me To Do" (alternativ version) (Bob Dylan/Roger McGuinn/John York/Gene Parsons/Jimmy Reed) – 4:18
5. "Nashville West" (alternativ version) (Gene Parsons/Clarence White) – 2:05

## Medverkande
The Byrds
- Roger McGuinn – gitarr, sång
- Clarence White – gitarr, bakgrundssång
- John York – basgitarr, balgrundssång
- Gene Parsons – trummor, munspel, banjo, bakgrundssång

Bidragande musiker
- Lloyd Green – pedal steel guitar (på "Drug Store Truck Drivin' Man")

Produktion
- Bob Irwin – musikproducent
- Bob Johnston – musikproducent
- David Diller – ljudtekniker
- Neil Wilburn – ljudtekniker
- Tom May – ljudtekniker
- Vic Anesini – ljudmix, mastering
- Dennis Morse, Mark Gottlieb – foto